# Orle (Mirosławiec)
Orle (deutsch Wordel) ist ein Dorf in der Landgemeinde (Gmina) Mirosławiec (Märkisch Friedland) im Powiat Wałecki (Deutsch Kroner Kreis) der polnischen Woiwodschaft Westpommern.

## Geographische Lage
Das Kirchdorf liegt im Netzedistrikt des ehemaligen Westpreußen, etwa dreißig Kilometer westnordwestlich von Wałcz (Deutsch Krone) und sechs Kilometer nordwestlich von Mirosławiec (Märkisch Friedland).

## Geschichte
Ältere Ortsbezeichnungen sind Worel (1337), Orla (1448), Worl (1744). Der Name soll von orel, orzel herrühren, slawischen Bezeichnungen für Adler. Im Jahr 1337 hatte das Dorf 64 Hufen.
Die Familie Wedel hatte in dieser Region bis 1374 umfangreichen Landbesitz, der anschließend an die Familie Güntersberg kam, die im 18. Jahrhundert ausgestorben ist. 1744 gehörte das Dorf der Familie Goltz, die es von den Güntersberg ererbt hatte, und 1784 befand es sich im Besitz des Landrats Carl George Ferdinand von Falckenhayn, der das Dorf für 10.000 Taler an einen Herzberg verkaufte. 1805 wurde das Dorf auf 8000 Taler taxiert. Das adlige Gut hatte eine evangelische Kirche, die eine Filiale von Märkisch Friedland war und unter dem Patronat des Gutsbesitzers stand.
Um 1930 hatte Wordel zwei Wohnstätten:
- Oberförstereigehöft Wordel
- Wordel

Im Jahr 1945 gehörte Wordel zum Landkreis Deutsch Krone im Regierungsbezirk Grenzmark Posen-Westpreußen der preußischen Provinz Pommern des Deutschen Reichs. Wordel war dem Amtsbezirk Henkendorf zugeordnet.
Im Februar 1945 wurde Wordel von der Roten Armee besetzt. Nach Beendigung der Kampfhandlungen wurde die Region seitens der sowjetischen Besatzungsmacht zusammen mit ganz Hinterpommern und der südlichen Hälfte Ostpreußens – militärische Sperrgebiete ausgenommen – der Volksrepublik Polen zur Verwaltung überlassen. Es wanderten nun Polen zu. Wordel wurde unter der polnischen Ortsbezeichnung „Orle“ verwaltet. Die einheimische Bevölkerung wurde von der polnischen Administration aus Wordel vertrieben.

### Demographie
| Jahr | Einwohner | Anmerkungen |
| ---- | --------- | --- |
| 1783 | –         | adliges Dorf und Vorwerk, nebst einer evangelischen Kirche, im Netzedistrikt in Westpreußen, Kreis Krone, 16 Feuerstellen (Haushaltungen)                                                      |
| 1818 | 144       | Hauptgut, adlige Besitzung |
| 1910 | 221       | am 1. Dezember, davon 81 (sämtlich Evangelische, kein Einwohner mit polnischer Muttersprache) im Dorf und 140 (116 Evangelische, 24 Katholiken mit kaschubischer Muttersprache) im Gutsbezirk. |
| 1925 | 186       | darunter 181 Evangelische und fünf Katholiken |
| 1933 | 99        | [ 9 ] |
| 1939 | 87        | [ 9 ] |